# Oleksandr Kolessa
Oleksandr Mychajlovyč Kolessa, ukrajinsky Олекса́ндр Миха́йлович Коле́сса (24. dubna 1867 Sopot – 9. května 1945 Praha), byl ukrajinský vysokoškolský pedagog a literární historik působící v meziválečném období v Praze, před rokem 1918 rakouský politik, na počátku 20. století poslanec Říšské rady.

## Biografie
Narodil se v Sopotě na východní Haliči. Jeho dcerou byla hudebnice Lubka Kolessa, bratrem byl skladatel a muzikolog Filaret Mychajlovyč Kolessa. Oleksandr Mychajlovyč studoval od roku 1888 na Lvovské univerzitě, Černovické univerzitě, Mnichovské univerzitě a Freiburské univerzitě ve Švýcarsku obor klasická a slovanská filologie. Vysokoškolská studia završil roku 1894 na Vídeňské univerzitě, kde byl jeho učitelem chorvatský filolog Vatroslav Jagić, ziskem titulu doktora filozofie. V roce 1895 se na Černovické univerzitě habilitoval v oboru ukrajinská řeč a literatura. Od roku 1898 působil jako mimořádný profesor ukrajinistiky na Lvovské univerzitě, o dva roky později se stal řádným profesorem. V období let 1903–1905 byl děkanem a proděkanem filozofické fakulty Lvovské univerzity. Od roku 1902 byl členem Rakouské ústřední komise pro péči o památky se sídlem ve Vídni. Roku 1906 díky jeho iniciativě vznikla Ukrajinská lidová univerzita - Společnost Petra Mohyly ve Lvově. Byl jejím předsedou od roku 1906 po následujících dvanáct let. V roce 1907 se stal členem společnosti nauk v Kyjevě. Během své profesní dráhy se profiloval jako odborník na dějiny ukrajinské literatury. Publikoval četné odborné studie. Zaměřoval se i na otázky ukrajinsko-polských a ukrajinsko-českých literárních kontaktů. Sám byl také činný jako básník.
Na počátku 20. století se zapojil i do celostátní politiky. Ve volbách do Říšské rady roku 1907, konaných poprvé podle všeobecného a rovného volebního práva, získal mandát v Říšské radě (celostátní zákonodárný sbor) za obvod Halič 69. Byl poslancem Rusínského klub. Mandát obhájil za týž obvod i ve volbách do Říšské rady roku 1911. Usedl do poslaneckého klubu Ukrajinské parlamentní zastoupení. V parlamentu setrval do zániku monarchie. K roku 1911 se profesně uvádí jako univerzitní profesor.
V roce 1921 přesídlil do Vídně, kde se podílel na vzniku Ukrajinské svobodné univerzity. Pak se společně s touto exilovou univerzitou přestěhoval do Prahy, kde působil jako její rektor. Roku 1923 také spoluzakládal Ukrajinskou historicko-filologickou společnost sídlící v Praze a byl jejím místopředsedou. V roce 1929 se stal členem Slovanského ústavu v Praze. Roku 1935 byl jmenován řádným profesorem ukrajinistiky na Univerzitě Karlově. Působil rovněž ve funkci předsedy Ukrajinského akademického komitétu při Komisi pro mezinárodní spolupráci duševní Společnosti národů.
Zemřel v nemocnici v Praze na Bulovce v květnu 1945.